# توماس جلين واتكن
توماس جلين واتكن (بالإنجليزية: Thomas Glyn Watkin)‏ هو محامي بريطاني، ولد في 1952 في Cwmparc ‏ في المملكة المتحدة.